# Elaphria phaeoplaga
Elaphria phaeoplaga là một loài bướm đêm trong họ Noctuidae.